# Atletica leggera ai Giochi della XV Olimpiade - Lancio del giavellotto maschile
La competizione del lancio del giavellotto maschile di atletica leggera ai Giochi della XV Olimpiade si è disputata il giorno 24 luglio 1952 allo Stadio olimpico di Helsinki.

## L'eccellenza mondiale
| Campione olimpico 1948 | 69,77 | Tapio Rautavaara | Ritirato |
| Campione europeo 1950  | 71,26 | Toivo Hyytiäinen | Presente |
| Primatista stagionale  | 73,24 | Toivo Hyytiäinen | Presente |
| Vincitore Trials USA   | 71,84 | Bill Miller      | Presente |

1. ↑  Fino al 20 luglio.

## Risultati

### Turno eliminatorio
Qualificazione64,00 m
Diciassette atleti ottengono la misura richiesta.

La miglior prestazione appartiene a Toivo Hyytiäinen (Fin) con 71,29 m.
Gruppo A
| Pos. | Atleta               | Nazione          | Misura | Lanci | Lanci | Lanci |
| Pos. | Atleta               | Nazione          | Misura | 1°    | 2°    | 3°    |
| ---- | -------------------- | ---------------- | ------ | ----- | ----- | ----- |
| 1    | Toivo Hyytiäinen     | Finlandia        | 71,29  | 71,29 |       |       |
| 2    | Per-Arne Berglund    | Svezia           | 71,28  | 71,28 |       |       |
| 3    | Franklin Wesley Held | Stati Uniti      | 68,62  | 60,42 | 68,62 |       |
| 4    | Otto Bengtsson       | Svezia           | 67,58  | 67,58 |       |       |
| 5    | Herbert Koschel      | Germania         | 67,22  | 67,22 |       |       |
| 6    | Ragnar Ericzon       | Svezia           | 66,68  | 66,68 |       |       |
| 7    | Branko Dangubić      | Jugoslavia       | 66,58  | 53,19 | 66,58 |       |
| 8    | Ricardo Héber        | Argentina        | 64,82  | 60,41 | 64,82 |       |
| 9    | Eino Leppänen        | Finlandia        | 64,47  | 63,32 | 64,47 |       |
| 10   | Vladimir Kuznetsov   | Unione Sovietica | 64,38  | 63,50 | 64,38 |       |
| 11   | Michael Denley       | Gran Bretagna    | 61,58  | X     | 55,15 | 61,58 |
| 12   | Jalal Khan           | Pakistan         | 55,56  | 53,34 | 51,00 | 55,56 |
| 13   | Brígido Iriarte      | Venezuela        | 52,13  | 52,13 | 52,10 | 47,84 |

Gruppo B
| Pos. | Atleta                 | Nazione          | Misura | Lanci | Lanci | Lanci |
| Pos. | Atleta                 | Nazione          | Misura | 1°    | 2°    | 3°    |
| ---- | ---------------------- | ---------------- | ------ | ----- | ----- | ----- |
| 1    | Wiktor Tsybulenko      | Unione Sovietica | 69,42  | 69,42 |       |       |
| 2    | Cyrus Young            | Stati Uniti      | 67,26  | 58,52 | 67,26 |       |
| 3    | Soini Nikkinen         | Finlandia        | 67,15  | 67,15 |       |       |
| 4    | Richard Dick Miller    | Gran Bretagna    | 65,21  | 62,30 | 60,69 | 65,21 |
| 5    | Bill Miller            | Stati Uniti      | 64,81  | 64,81 |       |       |
| 6    | Amos Matteucci         | Italia           | 64,50  | 62,19 | 64,50 |       |
| 7    | Yury Shcherbakov       | Unione Sovietica | 64,39  | 59,79 | 64,39 |       |
| 8    | Janusz Sidło           | Polonia          | 62,16  | 59,52 | 62,16 | 59,33 |
| 9    | Zbigniew Radziwonowicz | Polonia          | 61,56  | X     | 61,56 | 56,74 |
| 10   | Halil Zıraman          | Turchia          | 61,19  | 59,68 | X     | 61,19 |
| 11   | Aristeidīs Roumpanīs   | Grecia           | 60,55  | 60,55 | 40,85 | -     |
| 12   | József Várszegi        | Ungheria         | 56,82  | 54,18 | 56,59 | 56,82 |
| 13   | Reinaldo Oliver        | Porto Rico       | 52,40  | X     | X     | 52,40 |

### Finale
Lo statunitense Miller comincia bene la gara con 72,46. Al secondo turno il connazionale Young stabilisce il nuovo record olimpico con 73,78.

Ci si aspetta una grande gara, invece nessuno si migliora. Young fa un altro buon lancio al terzo turno: 72,80. Poi in testa la competizione si spegne.

Chi continua a lanciare oltre i 70 metri è il campione europeo Toivo Hyytiäinen (71,89 al primo turno): 5 dei suoi 6 lanci vanno sopra la misura. Il finlandese però non riesce a migliorare il suo lancio d'esordio e coglie il bronzo.

Cyrus Young si è fatto il regalo più bello per il giorno del suo 24º compleanno.
| Pos. | Atleta               | Età | Nazione          | Misura | Lanci | Lanci | Lanci | Lanci | Lanci | Lanci |
| Pos. | Atleta               | Età | Nazione          | Misura | 1°    | 2°    | 3°    | 4°    | 5°    | 6°    |
| ---- | -------------------- | --- | ---------------- | ------ | ----- | ----- | ----- | ----- | ----- | ----- |
| 1    | Cyrus Young          | 23  | Stati Uniti      | 73,78  | 68,45 | 73,78 | 72,80 | 65,73 | 71,73 | n     |
| 2    | Bill Miller          | 22  | Stati Uniti      | 72,46  | 72,46 | 71,65 | 63,95 | 65,41 | 66,97 | 70,45 |
| 3    | Toivo Hyytiäinen     | 26  | Finlandia        | 71,89  | 71,89 | 71,24 | 70,25 | 70,00 | 69,55 | 71,16 |
| 4    | Wiktor Tsybulenko    | 22  | Unione Sovietica | 71,72  | 71,72 | 70,44 | 66,48 | 71,37 | 66,49 | n     |
| 5    | Branko Dangubić      | 30  | Jugoslavia       | 70,55  | 66,21 | 61,09 | 70,55 | 58,94 | n     | n     |
| 6    | Vladimir Kuznetsov   | 21  | Unione Sovietica | 70,37  | 70,37 | 65,71 | 64,81 | 56,16 | 58,08 | 60,10 |
| 7    | Ragnar Ericzon       | 26  | Svezia           | 69,04  | 69,04 | 64,55 | 68,02 |       |       |       |
| 8    | Soini Nikkinen       | 28  | Finlandia        | 68,80  | 68,80 | 64,08 | 61,58 |       |       |       |
| 9    | Franklin Wesley Held | 24  | Stati Uniti      | 68,42  | 68,42 | n     | n     |       |       |       |
| 10   | Per-Arne Berglund    | 25  | Svezia           | 67,47  | 58,93 | 67,47 | 64,13 |       |       |       |
| 11   | Otto Bengtsson       | 30  | Svezia           | 65,50  | 65,50 | 63,92 | 64,58 |       |       |       |
| 12   | Herbert Koschel      | 30  | Germania         | 64,54  | n     | 64,54 | 64,06 |       |       |       |
| 13   | Yury Shcherbakov     |     | Unione Sovietica | 64,52  | 64,52 | 60,09 | 60,79 |       |       |       |
| 14   | Richard Dick Miller  | 23  | Gran Bretagna    | 63,75  | n     | 63,75 | 59,64 |       |       |       |
| 15   | Ricardo Héber        | 24  | Argentina        | 62,82  | 60,43 | 62,70 | 62,82 |       |       |       |
| 16   | Eino Leppänen        | 35  | Finlandia        | 62,61  | 58,28 | 62,61 | n     |       |       |       |
| 17   | Amos Matteucci       | 37  | Italia           | 61,67  | 59,75 | 61,67 | 61,38 |       |       |       |